# Masters de Indian Wells 2018
El BNP Paribas Open 2018 fue un torneo de tenis ATP World Tour Masters 1000 en su rama masculina y WTA Premier Mandatory en la femenina. Se disputó en las canchas duras del complejo Indian Wells Tennis Garden, Indian Wells (Estados Unidos), entre el 7 y el 18 de marzo.

## Puntos y premios en efectivo

### Distribución de puntos
| Evento                  | G    | F   | SF  | CF  | R16 | R32 | R64 | R128 | C  | C2 | C1 |
| Individuales masculinos | 1000 | 600 | 360 | 180 | 90  | 45  | 25  | 10   | 16 | 8  | 0  |
| Dobles masculinos       | 1000 | 600 | 360 | 180 | 90  | 0   | 0   | —    | —  | —  | —  |
| Individuales femeninos  | 1000 | 650 | 390 | 215 | 120 | 65  | 35  | 10   | 30 | 20 | 2  |
| Dobles femeninos        | 1000 | 650 | 390 | 215 | 120 | 10  | 5   | —    | —  | —  | —  |

### Premios en efectivo
| Evento                  | G           | F         | SF        | CF        | R16      | R32      | R64      | R128     | C2     | C1     |
| Individuales masculinos | $ 1 340 860 | $ 654 860 | $ 327 965 | $ 167 195 | $ 88 135 | $ 47 170 | $ 25 465 | $ 15 610 | $ 4650 | $ 2380 |
| Individuales femeninos  | $ 1 340 860 | $ 654 860 | $ 327 965 | $ 167 195 | $ 88 135 | $ 47 170 | $ 25 465 | $ 15 610 | $ 4650 | $ 2380 |
| Dobles masculinos       | $ 439 350   | $ 214 410 | $ 107 470 | $ 54 760  | $ 28 880 | $ 15 460 | —        | —        | —      | —      |
| Dobles femeninos        | $ 439 350   | $ 214 410 | $ 107 470 | $ 54 760  | $ 28 880 | $ 15 460 | —        | —        | —      | —      |

## Cabezas de serie

### Individuales masculino
| N.º | Rank. | Tenista               | Puntos | Puntos por defender | Puntos ganados | Nuevos puntos | Ronda hasta la que avanzó en el torneo                  |
| 1   | 1     | Roger Federer         | 10 060 | 1000                | 600            | 9660          | Final, perdió ante Juan Martín del Potro [6]            |
| 2   | 3     | Marin Čilić           | 4870   | 10                  | 45             | 4905          | Tercera ronda, perdió ante Philipp Kohlschreiber [31]   |
| 3   | 4     | Grigor Dimitrov       | 4635   | 45                  | 10             | 4600          | Segunda ronda, perdió ante Fernando Verdasco            |
| 4   | 5     | Alexander Zverev      | 4540   | 45                  | 10             | 4505          | Segunda ronda, perdió ante João Sousa                   |
| 5   | 6     | Dominic Thiem         | 3810   | 180                 | 45             | 3675          | Tercera ronda, perdió ante Pablo Cuevas [30]            |
| 6   | 8     | Juan Martín del Potro | 3200   | 45                  | 1000           | 4155          | Campeón, venció a Roger Federer [1]                     |
| 7   | 9     | Kevin Anderson        | 3080   | 25                  | 180            | 3235          | Cuartos de final, perdió ante Borna Ćorić               |
| 8   | 10    | Jack Sock             | 2650   | 360                 | 45             | 2335          | Tercera ronda, perdió ante Feliciano López [28]         |
| 9   | 12    | Lucas Pouille         | 2455   | 45                  | 10             | 2420          | Segunda ronda, perdió ante Yuki Bhambri [Q]             |
| 10  | 13    | Novak Djokovic        | 2380   | 90                  | 10             | 2300          | Segunda ronda, perdió ante Taro Daniel [Q]              |
| 11  | 14    | Pablo Carreño         | 2315   | 360                 | 90             | 2045          | Cuarta ronda, perdió ante Kevin Anderson [7]            |
| 12  | 15    | Tomáš Berdych         | 2275   | 45                  | 45             | 2275          | Tercera ronda, perdió ante Hyeon Chung [23]             |
| 13  | 16    | Roberto Bautista      | 2255   | 45                  | 45             | 2255          | Tercera ronda, perdió ante Borna Ćorić                  |
| 14  | 17    | Diego Schwartzman     | 2220   | 10                  | 10             | 2220          | Segunda ronda, perdió ante Marcos Baghdatis [Q]         |
| 15  | 18    | John Isner            | 2205   | 45                  | 10             | 2170          | Segunda ronda, perdió ante Gaël Monfils                 |
| 16  | 19    | Fabio Fognini         | 2190   | 45                  | 10             | 2155          | Segunda ronda, perdió ante Jérémy Chardy                |
| 17  | 20    | Nick Kyrgios          | 2125   | 180                 | 0              | 1945          | Baja por lesión antes de la primera ronda.              |
| 18  | 21    | Sam Querrey           | 2095   | 10                  | 180            | 2265          | Cuartos de final, perdió ante Miloš Raonić [32]         |
| 19  | 22    | Albert Ramos          | 1745   | 45                  | 10             | 1710          | Segunda ronda, perdió ante Borna Ćorić                  |
| 20  | 23    | Adrian Mannarino      | 1715   | 25                  | 45             | 1735          | Tercera ronda, perdió ante Jérémy Chardy                |
| 21  | 24    | Kyle Edmund           | 1642   | 25                  | 10             | 1627          | Segunda ronda, perdió ante Dudi Sela [LL]               |
| 22  | 25    | Kei Nishikori         | 1595   | 180                 | 0              | 1415          | Baja por lesión antes de la primera ronda.              |
| 23  | 26    | Hyeon Chung           | 1567   | 0                   | 180            | 1747          | Cuartos de final, perdió ante Roger Federer [1]         |
| 24  | 27    | Gilles Müller         | 1535   | 45                  | 10             | 1500          | Segunda ronda, perdió ante Pierre-Hugues Herbert        |
| 25  | 28    | Filip Krajinović      | 1503   | 0                   | 45             | 1548          | Tercera ronda, perdió ante Roger Federer [1]            |
| 26  | 30    | Damir Džumhur         | 1445   | 25                  | 10             | 1430          | Segunda ronda, perdió ante Nicolás Kicker               |
| 27  | 31    | Andréi Rubliov        | 1433   | 0                   | 10             | 1443          | Segunda ronda, perdió ante Taylor Fritz                 |
| 28  | 32    | Feliciano López       | 1340   | 10                  | 90             | 1420          | Cuarta ronda, perdió ante Sam Querrey [18]              |
| 29  | 33    | David Ferrer          | 1325   | 0                   | 45             | 1370          | Tercera ronda, perdió ante Juan Martín del Potro [6]    |
| 30  | 34    | Pablo Cuevas          | 1310   | 180                 | 90             | 1220          | Cuarta ronda, perdió ante Hyeon Chung [23]              |
| 31  | 37    | Philipp Kohlschreiber | 1290   | 45                  | 180            | 1425          | Cuartos de final, perdió ante Juan Martín Del Potro [6] |
| 32  | 38    | Miloš Raonić          | 1270   | 0                   | 360            | 1630          | Semifinales, perdió ante Juan Martín del Potro [6]      |

- Ranking del 5 de marzo de 2018.[3]

#### Bajas masculinas
| Rank. | Tenista            | Puntos antes | Puntos por defender | Puntos ganados | Puntos después | Motivo                   |
| ----- | ------------------ | ------------ | ------------------- | -------------- | -------------- | ------------------------ |
| 2     | Rafael Nadal       | 9460         | 90                  | 0              | 9370           | Lesión del psoas ilíaco. |
| 7     | David Goffin       | 3280         | 90                  | 0              | 3190           | Lesión en el ojo.        |
| 11    | Stan Wawrinka      | 2475         | 600                 | 0              | 1875           | Lesión de rodilla.       |
| 20    | Nick Kyrgios       | 2125         | 180                 | 0              | 1945           | Lesión de codo.          |
| 25    | Kei Nishikori      | 1595         | 180                 | 0              | 1415           |                          |
| 29    | Andy Murray        | 1460         | 10                  | 0              | 1450           | Lesión de cadera.        |
| 35    | Jo-Wilfried Tsonga | 1310         | 10                  | 0              | 1300           |                          |
| 36    | Richard Gasquet    | 1305         | 0                   | 0              | 1305           |                          |

### Dobles masculino
| Tenistas                            | Ranking | Preclasificado |
| Łukasz Kubot Marcelo Melo           | 2       | 1              |
| Henri Kontinen John Peers           | 7       | 2              |
| Oliver Marach Mate Pavić            | 11      | 3              |
| Jamie Murray Bruno Soares           | 17      | 4              |
| Pierre-Hugues Herbert Nicolas Mahut | 20      | 5              |
| Jean-Julien Rojer Horia Tecău       | 21      | 6              |
| Bob Bryan Mike Bryan                | 28      | 7              |
| Ivan Dodig Rajeev Ram               | 33      | 8              |

### Individuales femenino
| N.º | Rank. | Tenista                   | Puntos | Puntos por defender | Puntos ganados | Nuevos puntos | Ronda hasta la que avanzó en el torneo               |
| 1   | 1     | Simona Halep              | 7965   | 65                  | 390            | 8290          | Semifinales, perdió ante Naomi Osaka                 |
| 2   | 2     | Caroline Wozniacki        | 7525   | 215                 | 120            | 7430          | Cuarta ronda, perdió ante Daria Kasatkina [20]       |
| 3   | 3     | Garbiñe Muguruza          | 6175   | 215                 | 10             | 5970          | Segunda ronda, perdió ante Sachia Vickery [Q]        |
| 4   | 4     | Elina Svitolina           | 5480   | 120                 | 65             | 5425          | Tercera ronda, perdió ante Carla Suárez [27]         |
| 5   | 5     | Karolína Plíšková         | 5080   | 390                 | 215            | 4905          | Cuartos de final, perdió ante Naomi Osaka            |
| 6   | 6     | Jeļena Ostapenko          | 4941   | 35                  | 65             | 4971          | Tercera ronda, perdió ante Petra Martić              |
| 7   | 7     | Caroline Garcia           | 4625   | 120                 | 120            | 4625          | Cuarta ronda, perdió ante Angelique Kerber [10]      |
| 8   | 8     | Venus Williams            | 4277   | 215                 | 390            | 4452          | Semifinales, perdió ante Daria Kasatkina [20]        |
| 9   | 9     | Petra Kvitová             | 3086   | 0                   | 65             | 3151          | Tercera ronda, perdió ante Amanda Anisimova [WC]     |
| 10  | 10    | Angelique Kerber          | 3055   | 120                 | 215            | 3150          | Cuartos de final, perdió ante Daria Kasatkina [20]   |
| 11  | 11    | Johanna Konta             | 2930   | 65                  | 10             | 2875          | Segunda ronda, perdió ante Markéta Vondroušová       |
| 12  | 12    | Julia Görges              | 2910   | 65                  | 65             | 2910          | Tercera ronda, perdió ante Anastasija Sevastova [21] |
| 13  | 13    | Sloane Stephens           | 2873   | 0                   | 65             | 2938          | Tercera ronda, perdió ante Daria Kasatkina [20]      |
| 14  | 15    | Kristina Mladenovic       | 2605   | 390                 | 65             | 2280          | Tercera ronda, perdió ante Qiang Wang                |
| 15  | 14    | Madison Keys              | 2703   | 120                 | 10             | 2593          | Segunda ronda, perdió ante Danielle Collins [WC]     |
| 16  | 21    | Ashleigh Barty            | 2189   | (1)                 | 10             | 2198          | Segunda ronda, perdió ante Maria Sakkari             |
| 17  | 16    | Coco Vandeweghe           | 2433   | 10                  | 65             | 2488          | Tercera ronda, perdió ante Maria Sakkari             |
| 18  | 17    | Magdaléna Rybáriková      | 2405   | (20)                | 10             | 2395          | Segunda ronda, perdió ante Sofia Zhuk [WC]           |
| 19  | 18    | Svetlana Kuznetsova       | 2362   | 650                 | 10             | 1722          | Segunda ronda, perdió ante Aryna Sabalenka           |
| 20  | 19    | Daria Kasatkina           | 2300   | 10                  | 650            | 2940          | Final, perdió ante Naomi Osaka                       |
| 21  | 20    | Anastasija Sevastova      | 2295   | 10                  | 120            | 2405          | Cuarta ronda, perdió ante Venus Williams [8]         |
| 22  | 22    | Elise Mertens             | 2185   | (30)                | 10             | 2165          | Segunda ronda, perdió ante Qiang Wang                |
| 23  | 23    | Anastasiya Pavliuchenkova | 2125   | 215                 | 10             | 1920          | Segunda ronda, perdió ante Amanda Anisimova [WC]     |
| 24  | 24    | Yelena Vesnina            | 2110   | 1000                | 65             | 1175          | Tercera ronda, perdió ante Angelique Kerber [10]     |
| 25  | 25    | Barbora Strýcová          | 1980   | 65                  | 10             | 1925          | Segunda ronda, perdió ante Petra Martić              |
| 26  | 26    | Daria Gavrilova           | 1870   | 65                  | 65             | 1870          | Tercera ronda, perdió ante Caroline Garcia [7]       |
| 27  | 27    | Carla Suárez              | 1785   | 10                  | 215            | 1990          | Cuartos de final, perdió ante Venus Williams [8]     |
| 28  | 28    | Anett Kontaveit           | 1765   | 65                  | 10             | 1710          | Segunda ronda, perdió ante Aliaksandra Sasnovich     |
| 29  | 29    | Kiki Bertens              | 1725   | 65                  | 10             | 1670          | Segunda ronda, perdió ante Serena Williams           |
| 30  | 30    | Dominika Cibulková        | 1610   | 120                 | 10             | 1500          | Segunda ronda, perdió ante Caroline Dolehide [WC]    |
| 31  | 32    | Agnieszka Radwańska       | 1525   | 65                  | 10             | 1470          | Segunda ronda, perdió ante Naomi Osaka               |
| 32  | 33    | Shuai Zhang               | 1500   | 10                  | 65             | 1555          | Tercera ronda, perdió ante Karolína Plíšková [5]     |

- Ranking del 5 de marzo de 2018.[4]

#### Bajas femeninas
| Rank. | Tenista    | Puntos antes | Puntos por defender | Puntos ganados | Puntos después | Motivo |
| ----- | ---------- | ------------ | ------------------- | -------------- | -------------- | ------ |
| 31    | Shuai Peng | 1535         | 150                 | 0              | 1385           |        |

### Dobles femenino
| Tenista                               | Ranking | Preclasificada |
| Yekaterina Makarova Yelena Vesnina    | 6       | 1              |
| Hao-Ching Chan Yung-Jan Chan          | 16      | 2              |
| Tímea Babos Kristina Mladenovic       | 20      | 3              |
| Gabriela Dabrowski Yifan Xu           | 20      | 4              |
| Monica Niculescu Andrea Hlaváčková    | 24      | 5              |
| Barbora Krejčíková Kateřina Siniaková | 43      | 6              |
| Andreja Klepač María José Martínez    | 44      | 7              |
| Raquel Atawo Anna-Lena Grönefeld      | 45      | 8              |

## Campeones

### Individual masculino
Juan Martín del Potro venció a  Roger Federer por 6-4, 6-7(8-10), 7-6(7-2)

### Individual femenino
Naomi Osaka venció a  Daria Kasátkina por 6-3, 6-2

### Dobles masculino
John Isner /  Jack Sock vencieron a  Bob Bryan /  Mike Bryan por 7-6(7-4), 7-6(7-2)

### Dobles femenino
Su-Wei Hsieh /  Barbora Strýcová vencieron a  Yekaterina Makarova /  Yelena Vesnina por 6-4, 6-4